# POSTMÄRCHEN
POSTMÄRCHEN（ポストメルヘン）は、日本の創作サークル。

## 概要
実験的なオリジナルのアニメーション作品の制作活動をする目的で1999年に結成された漫画・アニメ系の創作サークル。主宰は、川相湊（かわい みなと）。通称は「PMMK」（「POSTMÄRCHEN by MINATO KAWAI」の略）。アニメやゲーム関連の音楽やデザインなどのクリエイティブ・プロダクションとしても活動しており、現在も断続的ながら活動を続けている。
ウェブサイトは、かつて http://www.pmmk.jp/ に存在したが、暫くの休止を経て2010年11月に http://postmarchen.org/ に改めて開設された。

## 主要メンバー
作曲家、アニメータなど数名の構成でされている。
- ディレクター:川相湊（かわい みなと） -主宰者
- プログラマー:せりか
- 作曲家:岩下倫太郎（いわした りんたろう）

この他に、ゲストとして臨時で参加するクリエイターがいる。

## 参加作品
いずれもPMMK名義での参加。
Windows用PCゲーム
- リトルバスターズ![1]（音楽-2007年）
- リトルバスターズ! エクスタシー（音楽-2008年）
- 花咲ワークスプリング![1](音楽-2015年)

テレビアニメ
- リトルバスターズ![1]（音楽-2012年）